# District de Gia Bình
Gia Bình (Huyện Gia Bình) est un district de la province vietnamienne du Bắc Ninh. 

## Présentation
Il est placé sous la juridiction de la province. Sa superficie est de 107,9 km2.
Gia Bình est subdivisé administrativement en 15 subdivisions : une ville (thị trấn) et 14 communes (xã).